# Alexandre Dinerchtein
Alexandre Grigorievich Dinerchtein (Александр Григорьевич Динерштейн, né le 19 avril 1980 à Kazan) est un joueur de go professionnel, originaire de Russie. Devenu professionnel de la Hanguk Kiwon (association coréenne des professionnels de go) en 2002, il est l'un des rares joueurs non asiatiques à avoir atteint ce statut. Il a gagné le titre de champion d'Europe 6 fois d'affilée, de 1999 à 2005.

## Biographie

### Enfance
Dinerchtein a commencé à jouer au go en 1986, à l'âge de seulement 6 ans. Il est né à Kazan, en Russie, et a grandi parmi les meilleurs joueurs de go russes, dont Ivan Detkov et Valeryi Solovyev. Tout d'abord à la fois joueur de go et d'échecs, il se consacre uniquement au go dès l'âge de 10 ans, sous la direction de son nouveau professeur Valeryi Shikshin.

### Étude en Corée
En 1996, dix ans après avoir appris à jouer au go, il est invité par Cheon Poong-jo pour étudier le go à Séoul. Dinerchtein part alors en Corée, et s'installe dans l'une des plus importantes écoles de go. Comme de nombreux joueurs européens avant lui, il est moins fort que les autres étudiants, et aussi nettement plus âgé. Il a étudié le go avec de nombreux jeunes joueurs coréens, qui sont devenus célèbres depuis, dont Park Young-hoon, Park Chi-eun, Lee Chang-ho et Ko Geuntae.

### Vie professionnelle
En 2002, Alexandre est devenu le premier joueur russe à atteindre le statut de professionnel de go, niveau rarement atteint par les joueurs non asiatiques. Il poursuit depuis une carrière professionnelle et enseigne le go aux joueurs occidentaux. Il a été promu au rang de 3e dan professionnel en 2008.

## Titres
- Dinerchtein est l'un des rares joueurs non-asiatiques à avoir atteint le niveau professionnel.
- Sept fois champion d'Europe (1999, 2000, 2002, 2003, 2004, 2005, 2009)
- Vainqueur de plusieurs des meilleurs tournois européens, dont European Ing Cup (2001, 2002, 2005), European Go Oza (2002, 2005, 2008) et European Masters (2005,2007).